# Thalerommata
Genre
Synonymes
- Aphantopelma Simon, 1903

Thalerommata est un genre d'araignées mygalomorphes de la famille des Theraphosidae.

## Distribution
Les espèces de ce genre se rencontrent en Amérique du Sud et aux Antilles.

## Liste des espèces
Selon World Spider Catalog (version 26, 08/07/2025) :
- Thalerommata anae Ríos-Tamayo, 2024
- Thalerommata caudicula (Simon, 1886)
- Thalerommata gertschi Bertani & Raven, 2023
- Thalerommata gracilis Ausserer, 1875
- Thalerommata huila Bertani & Raven, 2023
- Thalerommata kogui Osorio, Benavides, García-Atencia & Bertani, 2024
- Thalerommata maculata Bertani & Raven, 2023
- Thalerommata margarita Osorio, Benavides, García-Atencia & Bertani, 2024
- Thalerommata pecki Bertani & Raven, 2023
- Thalerommata splendens Bertani & Raven, 2023
- Thalerommata squamea Bertani & Raven, 2023
- Thalerommata yasuni Dupérré & Tapia, 2025
- Thalerommata yukpa Osorio, Benavides, García-Atencia & Bertani, 2024

## Systématique et taxinomie
Ce genre a été décrit par Ausserer en 1875. Il est placé dans les Barychelidae par Petrunkevitch en 1911puis dans les Theraphosidae par Bertani et Raven en 2023.
Aphantopelma a été placé en synonymie par Raven en 1985.

## Publication originale
- Ausserer, 1875 : « Zweiter Beitrag zur Kenntniss der Arachniden-Familie der Territelariae Thorell (Mygalidae Autor). » Verhandlungen der kaiserlich-königlichen zoologisch-botanischen Gesellschaft in Wien, vol. 25, p. 125-206 (texte intégral).